# Koin-Tansien
Pour les articles homonymes, voir Koin (homonymie).
Koin-Tansien est une localité située dans le département de Dissin de la province de l'Ioba dans la région Sud-Ouest au Burkina Faso.

## Histoire
Le village est administrativement autonomisé de Dissin en 2006.

## Santé et éducation
Le centre de soins le plus proche de Koin-Tansien est le centre médical (CM) de Dissin.
Le village possède une école primaire publique.